# Бурановка (Павловський район)
Бура́новка (рос. Бурановка) — село у складі Павловського району Алтайського краю, Росія. Адміністративний центр та єдиний населений пункт Бурановської сільської ради.

## Населення
Населення — 848 осіб (2010; 831 у 2002).
Національний склад (станом на 2002 рік):
- росіяни — 94 %